# Liste der denkmalgeschützten Objekte in Scheffau am Wilden Kaiser
Die Liste der denkmalgeschützten Objekte in Scheffau enthält die 5 denkmalgeschützten, unbeweglichen Objekte der Gemeinde Scheffau.

## Denkmäler
| Foto |                 | Denkmal                                                                                                   | Standort                                       | Beschreibung | Metadaten |
| ---- | --------------- | --- | ---------------------------------------------- | --- | --- |
| ja   | Datei hochladen | Kath. Pfarrkirche hl. Johannes HERIS-ID: 55855 Objekt-ID: 64736 TKK: 4081                                 | gegenüber Dorf 43 Standort KG: Scheffau        | Der barocke Kirchenbau mit einem gotischen Turm ist von einem Friedhof umgeben. Die Deckenmalereien schuf Matthias Kirchner 1798. | BDA-Hist.: Q38068340 Status: § 2a Stand der BDA-Liste: 2025-06-30 Name: Kath. Pfarrkirche hl. Johannes GstNr.: .10 Pfarrkirche Scheffau am Wilden Kaiser                        |
| ja   | Datei hochladen | Friedhof mit Totenkapelle und Kriegerdenkmal HERIS-ID: 105214 Objekt-ID: 122180 TKK: 4092, 115706, 115707 | gegenüber Dorf 43 Standort KG: Scheffau        | Der Friedhof, der die Kirche auf allen Seiten umgibt, wurde 1756 erstmals erwähnt und 1955 Richtung Süden erweitert. Im Zuge der Erweiterung wurde die Totenkapelle mit offener Vorhalle nach Plänen von Alfons Wachter 1955 neu gebaut. Im Giebelfeld schmückt sie das Gemälde Die drei Lebensalter von Peter Paul Morandell. An der nördlichen Umfassungsmauer steht das 1921 errichtete Kriegerdenkmal. Unter einer Säulenädikula mit Volutengiebel und ionisierenden Kapitellen befindet sich ein Kruzifix mit Namensinschriften und Portraittäfelchen. In der Nordwestecke des Friedhofs steht ein überdachtes Kruzifix mit Corpus im Viernageltypus aus der ersten Hälfte des 20. Jahrhunderts. | BDA-Hist.: Q37804806 Status: § 2a Stand der BDA-Liste: 2025-06-30 Name: Friedhof mit Totenkapelle und Kriegerdenkmal GstNr.: .10, .9/1, 1396 Cemetery Scheffau am Wilden Kaiser |
| ja   | Datei hochladen | Wallfahrtskirche Unser Herr im Elend, Bärnstatt HERIS-ID: 55854 Objekt-ID: 64735 TKK: 4103                | gegenüber Hinterstein 18 Standort KG: Scheffau | Der kleine Nischenbildstock südöstlich neben der Kapelle wurde bereits im Jahr 1693 errichtet und diente als ursprüngliche Gebetsstätte auf der Bärnstatt. Von 1763 bis 1765 wurde dann die Wallfahrtskapelle erbaut. 1765 wurde das Gnadenbild in die neue Kapelle übertragen. | BDA-Hist.: Q1019235 Status: § 2a Stand der BDA-Liste: 2025-06-30 Name: Wallfahrtskirche Unser Herr im Elend, Bärnstatt GstNr.: .27 Bärnstattkapelle                             |
| ja   | Datei hochladen | Steinbergkapelle / Kapelle bei der Kaindlhütte HERIS-ID: 105236 Objekt-ID: 122204 TKK: 115708             | Steinberg 6, in der Nähe Standort KG: Scheffau | Die Kapelle auf der Steinbergalm wurde 1873 errichtet und 1913 um einen Sakristeianbau erweitert. Der Mauerbau mit leicht eingezogener Apsis und schindelgedecktem Satteldach hat eine pfeilergestützte Vorhalle mit schmiedeeiserner Begrenzung. Der Sakristeianbau mit schindelgedecktem Walmdach weist ein massives verschindeltes Türmchen auf. Der einjochiger Betraum mit segmentbogig geschlossener Altarnische ist mit einer flach gewölbten Decke versehen, am Übergang zur Decke verläuft ein gemaltes, umlaufendes Ornamentband. | BDA-Hist.: Q37804850 Status: § 2a Stand der BDA-Liste: 2025-06-30 Name: Steinbergkapelle/ Kapelle bei der Kaindlhütte GstNr.: .191 Steinbergkapelle                             |
| BW   | Datei hochladen | Dreschtenne beim Mittersbacherhof HERIS-ID: 110878 Objekt-ID: 128637 TKK: 22424                           | bei Wegscheid 5 Standort KG: Scheffau          | Die Dreschtenne, die der Bevorratung und dem Dreschen des Getreides diente, stammte im Kern aus dem 16. Jahrhundert, sie wurde 2010 abgetragen und durch einen Neubau ersetzt. Der zweigeschoßige, rückseitig im Obergeschoß mit einer senkrechten Bretterschalung verkleidete Kantholzblockbau mit Satteldach war an beiden Giebelseiten durch ein mittiges, zweiflügeliges Tor erschlossen. Der Zugang zur Getreidekammer erfolgte über eine Pfostenstocktür an der Westseite. In der Mitte des Erdgeschoßes befand sich die durchgehende Tenne, die beidseitig durch massive Blockwände begrenzt war. Ursprünglich wurde das Getreide händisch gedroschen, in der Mitte des 19. Jahrhunderts wurde im südöstlichen Bereich der Dreschtenne eine Göpel-Dreschanlage mit hölzernem Zahnwerkantrieb eingebaut, die durch ein Pferd oder eine Kuh angetrieben wurde. | BDA-Hist.: Q37821143 Status: Bescheid Stand der BDA-Liste: 2025-06-30 Name: Dreschtenne beim Mittersbacherhof GstNr.: 374                                                       |